# Sophie Grégoire
Sophie Grégoire Trudeau (Montreal, 24 de abril de 1975), conocida como Sophie Grégoire, es una expresentadora de televisión canadiense y fue la esposa del primer ministro de ese país, Justin Trudeau. Se encuentra involucrada en trabajos de caridad y discursos públicos que se centran principalmente en problemáticas de la mujer.

## Biografía
Grégoire nació el 24 de abril de 1975 en Montreal, Quebec, hija única de Jean Grégoire, corredor de bolsa, y Estelle Blais, una enfermera franco-ontariana. Su familia vivía al norte de la ciudad, en Sainte-Adèle, hasta que finalmente se mudaron a Montreal cuando tenía cuatro años. Fue criada en el suburbio Mont-Royal de Montreal, donde fue compañera de clase y amiga de la infancia de Michel Trudeau, el hijo menor del primer ministro Pierre Trudeau y hermano de su futuro esposo, Justin Trudeau.
Grégoire ha declarado que su «infancia fue feliz», señalando que era una buena estudiante que hacía amigos fácilmente y amaba los deportes y el aire libre. Sin embargo, alrededor de la edad de 17 años, luchó con la bulimia nerviosa. El problema duró hasta los principios de sus 20 años, cuando le reveló la enfermedad a sus padres y posteriormente comenzó un período de dos años de recuperación. Ella agradece a la terapia, al apoyo de sus seres queridos, y al yoga para su recuperación de la enfermedad.
Grégoire asistió a la escuela secundaria en el instituto privado Pensionnat du Saint-Nom-de-Marie en Outremont. Posteriormente asistió al Colegio Jean-de-Brébeuf antes de estudiar comercio en la Universidad McGill, con la intención de seguir la trayectoria de su padre, pero finalmente cambió de parecer y se graduó con una licenciatura en comunicaciones en la Universidad de Montreal.

## Trayectoria

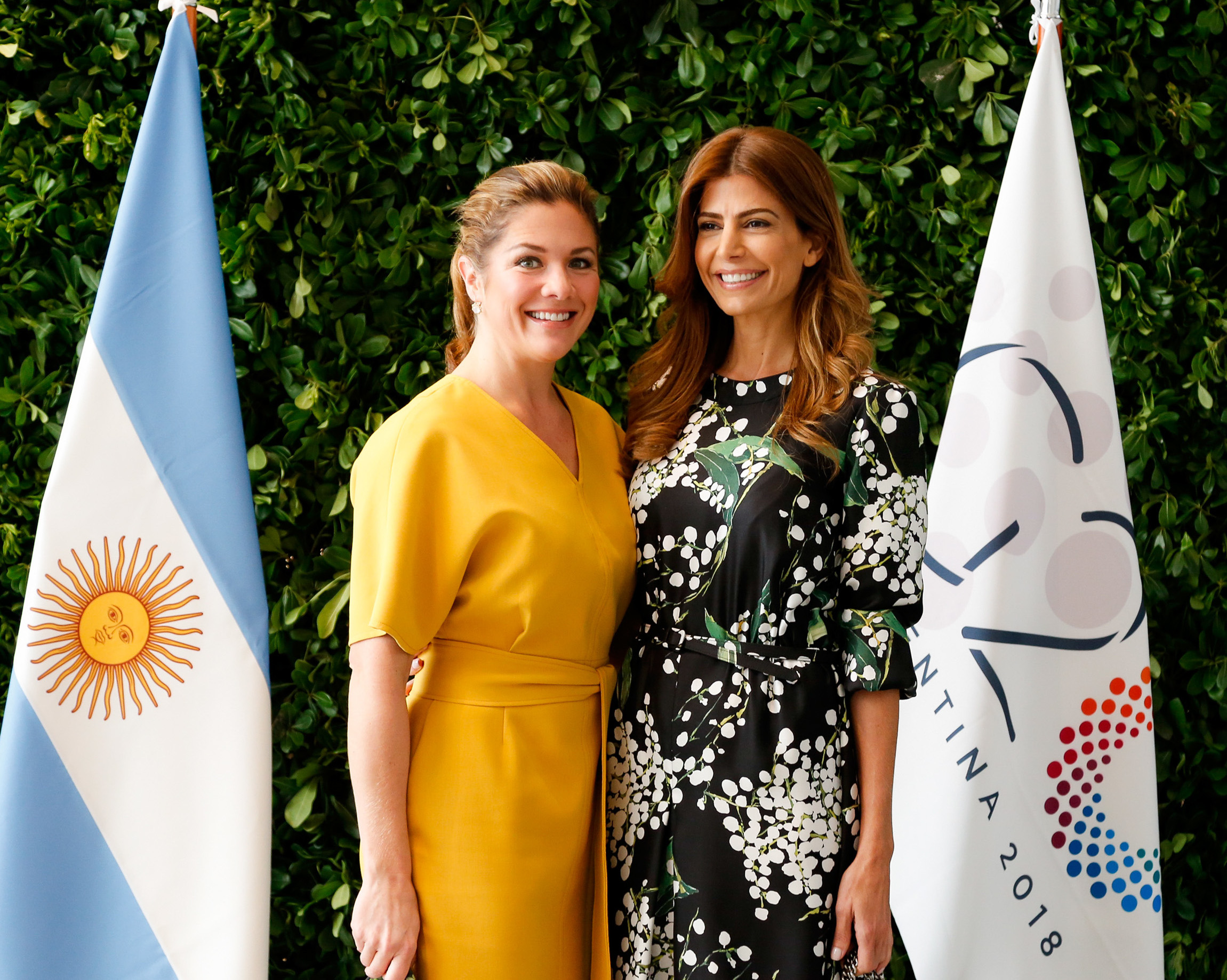
Sophie junto a Juliana Awada, primera dama de Argentina en 2018.

El primer trabajo de Grégoire fue como recepcionista y asistente en una firma de publicidad. Fue ascendida a gerente de cuentas, pero después de tres años de trabajo en publicidad, relaciones públicas y ventas, decidió asistir a la escuela de radio y televisión, donde inmediatamente supo que «había encontrado su vocación». Después de terminar sus estudios allí, Grégoire consiguió un trabajo en una sala de prensa, escribiendo los titulares de noticias. Amante de la cultura, las artes y las películas, cuando se enteró de una oferta de trabajo en la estación de televisión de Quebec LCN para reportero de entretenimiento, se postuló y obtuvo la posición. Además de servir como reportera de entretenimiento para el segmento diario de Showbiz de LCN, contribuyó a segmentos en Salut Weekend Bonjour, Clin d'œil y Bec et Museau para TVA, y fue anfitriona de Escales de Rêves en Canal Évasion y Teksho en Canal Z. Grégoire también fue copresentadora en los programas matutinos de la radio CKMF y contribuyó en Coup de Pouce de Radio-Canada. Además, trabajó en los mediados de los años 2000 como asistente de compras para la tienda de lujo Holt Renfrew.

### eTalk
En 2005, Grégoire asistió a una función de caridad en donde conoció a varios empleados de CTV Television Network. Esto la llevó a ser contratada en septiembre de 2005 como reportera de eTalk, el programa canadiense de noticias del entretenimiento de CTV. Hasta 2010 fue corresponsal de eTalk en Quebec y centró su reportaje sobre la filantropía y el activismo de las celebridades.

### Caridad
Grégoire está involucrada activamente en el trabajo de caridad y se ha ofrecido voluntariamente para varias organizaciones caritativas y organizaciones sin fines de lucro canadienses, a menudo actuando como portavoz o presentando eventos. Entre las causas que apoya se incluyen Sheena's Place y BACA, ambas con el propósito de ayudar a los que sufren de desórdenes alimenticios, La Maison Bleue, un centro de atención médica para madres embarazadas de riesgo, la Canadian Cancer Association, la Canadian Mental Health Association, la Women's Heart and Stroke Association, y WaterCan.
Como parte de su trabajo con WaterCan, que tiene como objetivo aliviar la pobreza global proporcionando agua limpia a países subdesarrollados, Grégoire viajó a Etiopía en octubre de 2006 con su suegra, Margaret Trudeau, la presidenta honoraria de la organización. Su viaje fue presentado en un documental de CTV, «A Window Opens: Margaret and Sophie in Ethiopia», que se estrenó en mayo de 2007.
Grégoire es la embajadora nacional de la iniciativa «Porque soy una niña» de Plan Canadá, y la portavoz oficial de The Shield of Athena, una organización sin fines de lucro que ayuda a mujeres y niños víctimas de violencia doméstica. Grégoire también trabaja como oradora pública profesional, centrándose principalmente en problemáticas de las mujeres.

### COVID-19
En marzo de 2020, Sophie, junto con su esposo Justin Trudeau, se realizó la prueba de detección para enfermedad por coronavirus, COVID-19, y salió positiva. A fines de ese mes, después de pasar dos semanas en aislamiento, anunció por redes sociales que se encontraba curada y había recibido el alta médica.